# Pulow

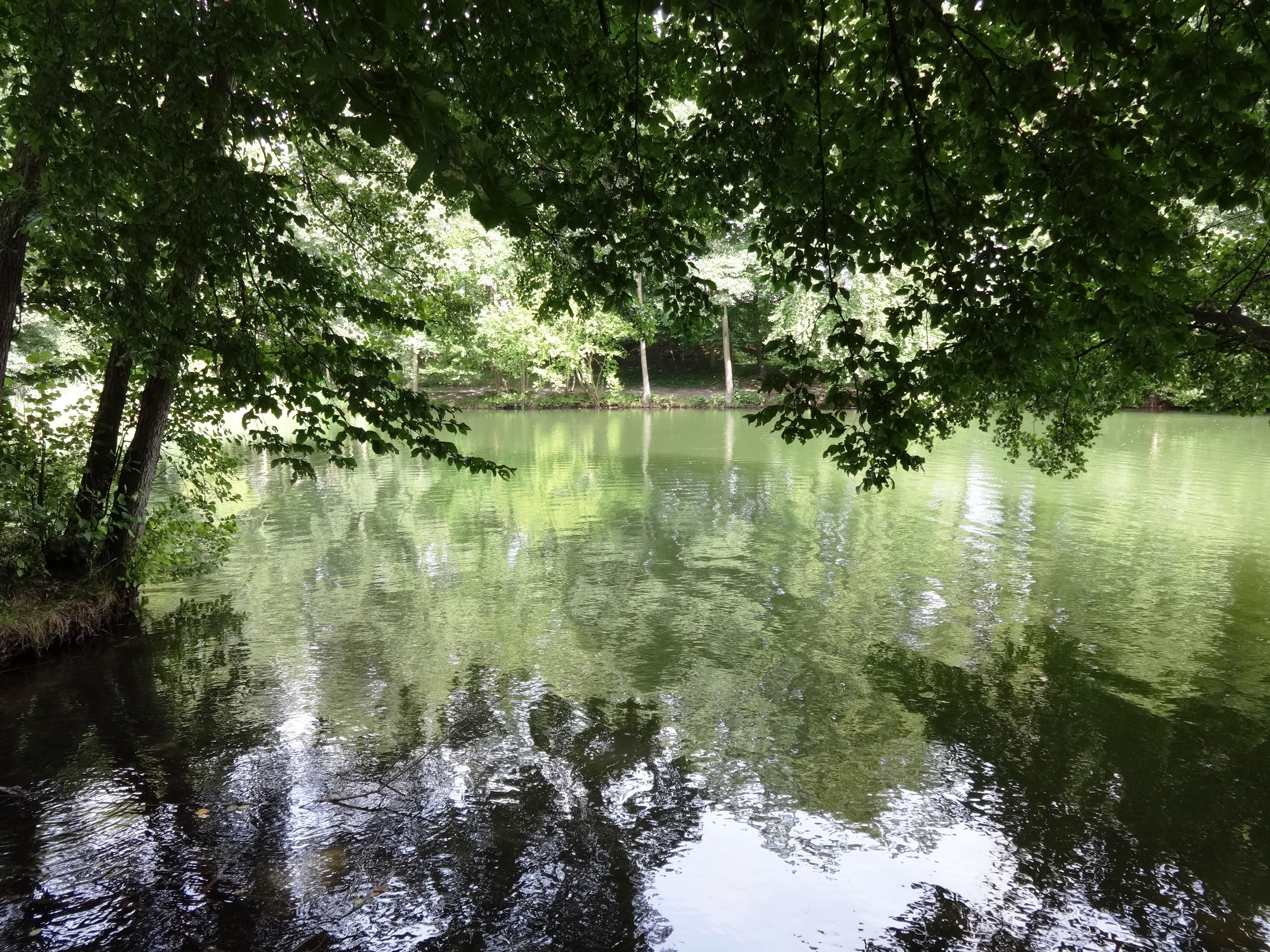
Pulower See in Pulow

Pulow ist ein Ortsteil der Stadt Lassan in der Mitte des Landkreises Vorpommern-Greifswald in Mecklenburg-Vorpommern.

## Geografie und Verkehr
Das ehemalige Gemeindegebiet von Pulow mit den vier Dörfern Pulow, Papendorf, Klein Jasedow und Waschow liegt nördlich des Gemeindegebiets von Lassan. Nördlich der ehemaligen Gemeinde verläuft die B 111. Im Osten grenzt das Gemeindegebiet an den Peenestrom.

## Geschichte
Pulow: Am 25. Juli 1291 wurde Pulow erstmals als „Pulowe“ urkundlich erwähnt. Der Ortsname Pulow ist slawischen Ursprungs, der Name ist nicht gedeutet. Am 28. Mai 2016 feierte der Ort sein 725-jähriges Bestehen. Die Siedlung ist vermutlich wesentlich älter: Bodenfunde zeigen, dass die Region durchgängig Siedlungsgebiet war. So fanden Archäologen auf den Höhen von Wehrland zahlreiche Großsteingräber aus der Jungsteinzeit sowie Hügelgräber aus der Bronzezeit. Eine Legende gab es aus der Zeit um 1136, als Albrecht I. einfiel und es zu einer heftigen Auseinandersetzung zwischen den Slawen und den Brandenburgern kam. Bei dieser Schlacht wurde der Ritter von Lepel verwundet, aber dennoch im Dorf aufgenommen und gepflegt. Nach seiner Genesung heiratete er die Tochter des Polaben und gründete damit das Adelsgeschlecht von Lepel. Aus der frühdeutschen Zeit nach 1230 stammt der Turmhügel von Pulow, dessen Burg als Grundlage für das spätere Gut gilt.
Pulow war kein Stammgut einer Adelsfamilie. In den folgenden Jahrhunderten wechselten daher mehrfach die Besitzer. Dies wurde dadurch noch befördert, dass die Böden des Guts nicht sehr ertragreich waren. Nach alten Matrikeln erwarb Peter Baron von le Fort (1831–1911) bereits vor 1856 das 300 Hektar große Anwesen. Er gilt auch als der Bauherr des um 1900 entstandenen Gutshauses. Pulow war Teil eines Landgutes (Pertinenz) mit Groß Jasedow zum Gut Papendorf und blieb nach den Angaben des Genealogischen Handbuch des Adels nur bis 1902 im Besitz des Barons von Lefort (neue Namensform). Um 1917 erwarb ein Herr Viktor Körting das Gut. Aus dem Jahr 1920 ist eine Tragödie überliefert: Ilse Körting, die Frau des Besitzers, wuchs als Gräfin Ilse Olga Georgine von Budussin (Baudissin) in Berlin auf, musste aber im Alter von 19 Jahren im Jahr 1919 ihren Mann heiraten. Sie konnte sich an das ländliche Leben nicht gewöhnen und erschoss sich im Sommer des Folgejahres. Im Jahre 1939 gehörte das 476 ha Rittergut Pulow dem Landwirt Kurt Wilke aus Leine, unterstützt vom Administrator Gerstenberg. Inspektor des Guts war bis 1945 Friedrich Teiwes aus Lütgenade, der das Gutshaus mit seiner Familie bewohnte. Zu DDR-Zeiten stand das Gutshaus viele Jahre leer und sollte abgerissen werden. Nach 1990 rettete man es, auch mit Hilfe eines Vereins, über die Zeit. Das Gutshaus ist heute weiterhin bewohnt und nicht öffentlich zugänglich.
Bis zum 31. Dezember 2004 gehörte die Gemeinde Pulow verwaltungstechnisch zum ehemaligen Amt Ziethen. Die Gemeinde wurde mit der Kommunalwahl am 7. Juni 2009 mit den Ortsteilen Klein Jasedow, Papendorf und Waschow in die Stadt Lassan eingemeindet.
Klein Jasedow: Die gutsherrliche Geschichte von Klein Jasedow beginnt als Vorwerk. Der kleine Gutshof war Teil des Rittergutes Vorwerk bei Lassan. Späterer Besitzer war Dr. phil. Johann Gottfried von Quistorp (1752–1825), der einst vom Kaiser Josef II. zu Wien 1782 in den Reichsadelsstand erhoben wurde und so den geadelten Teil der alten gleichnamigen Patrizierfamilie mitbegründete. 1845 übernahm Bernhard von Buggenhagen (1815–1866) auf Vorwerk kurz das Gut. Klein Jasedow war dann bis zur Bodenreform Nebengut der freiherrlichen Familie von Le Fort-Papendorf. Letzter Eigentümer wurde Karl (Carl) A. von Lefort, als Pächter agierte der Vater auf Papendorf, als Verwalter der Bruder Peter Joachim von Le Fort-Papendorf. Carl Amadeus von Le Fort-Klein Jasedow starb 1944 als Leutnant im Krieg.
Papendorf: Die wesentliche Ortshistorie wurde durch die Geschichte des Gutes Papendorf, vormals auch Papendorff bezeichnet, bestimmt. Papendorf wurde zu einem der Stammsitze der briefadeligen Familie von Le Fort. Nachfolgend bildete sich mit dem großherzoglich mecklenburgisch-strelitzschen Kammerherrn Friedrich Freiherr von Le Fort eine eigene Familienlinie Papendorf heraus. Der Papendorfer Erbherr war mit Elisabeth von Bornstaedt-Relzow liiert. Die Gutsnachfolge trat der Neffe Karl Freiherr von Le Fort (1833–1893). Der königlich preußische Major war ebenfalls standesgemäß verheiratet, mit der Generalstochter Hilda von Voigts-Rhetz, dann mit deren Schwester Agnes und in dritter Ehe mit der Tochter Gertrud des Generals der Artillerie Julius von Voigts-Rhetz. Aus der zweiten Ehe stammte der Gutsbesitzer Friedrich Wilhelm von Le Fort (1866–1947). Er war Rechtsritter des Johanniterordens und hatte die Cousine Margot Baronesse von Le Fort-Pulow (1871–1917) geheiratet. Als Erbe der 373 ha war bestimmt der älteste Sohn Peter von Le Fort-Papendorf. Er lebte in den 1950er Jahren mit seiner Familie in Berlin.
Waschow: Gut Waschow war früh im Besitz, von 1382 bis 1676, der vorpommerschen Adelsfamilie von Buckow, die nach den Angaben des Neuen allgemeinen deutschen Adels-Lexicon am 13. Februar 1676 mit Ulrich von Buckow ausstarb. Dann wechselten die Eigentümer mehrfach. Die Familie von Hackewitz ist bestätigt, vertreten durch Carl Gustav von Hackewitz, dann seit 1864 dessen Witwe. Über die Anverwandtschaft ging Waschow als Gut an den preußischen Generalmajor Werner Eugen von Voigts-Rhetz (1863–1914). Das Gut hatte Anfang des 20. Jahrhunderts einen Umfang von 391 ha und wurde von Karl Bartelt verwaltet. Das amtlich zuletzt 1939 publizierte Güter-Adressbuch Pommern führt Amtsvorsteher und Oberförster Hermann Bartelt als Rittergutsbesitzer von Waschow, mit gut 385 ha Land.

## Sehenswürdigkeiten
- neobarockes Gutshaus in Pulow um 1900
- Moränenlandschaft mit vielen Seen (Toteisstaulandschaft), darunter der Pulower See, ein eiszeitlich geprägter Rinnensee mit historischem Grabstein (Baron Körting)
- Handweberei, zu besichtigen in der Landwerkstatt Pulow
- Turmhügel Pulow
- Bronzezeitliche Hügelgräber nördlich von Pulow